# サウロ・ヒベイロ
サウロ・ヒベイロ（Saulo Ribeiro）は、ブラジルの男性柔術家、総合格闘家。アマゾナス州マナウス出身。ユニバーシティ・オブ・ジュウジュツ主宰。ブラジリアン柔術五段。柔道黒帯。
「ヒクソン門下最強の直弟子」と呼ばれ、世界柔術選手権、アブダビコンバットで活躍した。シュートボクセ・アカデミーでも練習を行っていた。
シャンジ・ヒベイロは実弟。

## 来歴
15歳の時に柔術を始める。17歳の時よりリオデジャネイロのグレイシー・ウマイタでホイラー・グレイシーの指導を受け、1995年に黒帯に昇格した。世界柔術選手権では1997年から2007年にかけて5度の優勝を含む10度の入賞を果たし、歴代最高の4階級制覇を成し遂げた。またアブダビコンバットも2度制覇した。
2000年5月26日、コロシアム2000で近藤有己と対戦し、開始わずか22秒、右ハイキックからのパウンドでKO負け。
2006年5月26日、グラップリング大会L.A.SUB-Xでジェイク・シールズと対戦し、ポイント判定勝ち。
2007年2月、アメリカ合衆国サンディエゴで弟シャンジと共にユニバーシティ・オブ・ジュウジュツを設立した。
2008年8月、世界ノーギ柔術選手権のメイオペサード（-85kg）級で優勝を果たした。

## 戦績

### 総合格闘技
| 総合格闘技 戦績 | 総合格闘技 戦績 | 総合格闘技 戦績 | 総合格闘技 戦績 | 総合格闘技 戦績 | 総合格闘技 戦績 | 総合格闘技 戦績 |
| --------------- | --------------- | --------------- | --------------- | --------------- | --------------- | --------------- |
| 3 試合          | (T)KO           | 一本            | 判定            | その他          | 引き分け        | 無効試合        |
| 2 勝            | 0               | 2               | 0               | 0               | 0               | 0               |
| 1 敗            | 1               | 0               | 0               | 0               | 0               | 0               |

| 勝敗 | 対戦相手                 | 試合結果                            | 大会名                                           | 開催年月日    |
| ○    | ジェイソン・アイルランド | チョークスリーパー                  | Tournament Fighting Championships 5: Fightzone 5 | 2002年9月21日 |
| ×    | 近藤有己                 | 1R 0:22 KO（右ハイキック→パウンド） | コロシアム2000                                   | 2000年5月26日 |
| ○    | カルロス・ロペス         | 1R チョークスリーパー               | Circuito de Lutas: Carioca de Freestyle          | 1996年2月10日 |

### グラップリング
| 勝敗 | 対戦相手           | 試合結果    | 大会名    | 開催年月日    |
| ○    | ジェイク・シールズ | ポイント2-1 | L.A.SUB-X | 2006年5月26日 |

## 獲得タイトル
- 世界柔術選手権 黒帯メジオ(-79kg)級 優勝（1997年）
- 世界柔術選手権 黒帯ペサード(-91kg)級 優勝（1998年）
- 世界柔術選手権 黒帯メイオペサード(-85kg)級 優勝（1999年）
- 世界柔術選手権 黒帯スペルペサード(-97kg)級 優勝（2000年）
- 世界柔術選手権 黒帯メイオペサード級 準優勝・アブソルート（無差別）級 準優勝（2001年）
- 世界柔術選手権 黒帯メイオペサード級 優勝・アブソルート級 準優勝（2002年）
- 世界柔術選手権 黒帯アブソルート級 3位（2005年）
- 世界柔術選手権 黒帯メイオペサード級 準優勝（2007年）
- 第2回アブダビコンバット 99kg未満級 準優勝（1999年）
- 第3回アブダビコンバット 88kg未満級 優勝（2000年）
- 第4回アブダビコンバット 88kg未満級 準優勝（2001年）
- 第5回アブダビコンバット 88kg未満級 優勝（2003年）
- 第6回アブダビコンバット 88kg未満級 3位（2005年）
- 世界ノーギ柔術選手権 黒帯メイオペサード級 優勝（2008年）